# Kasım Bey
Kasım Bey (Kasim Beg) fou amir o beg (bey) de la dinastia dels Karaman-oğhlu o Karamanoğulları, sovint anomenada també karamànida o dels karamànides. Era fill de Damad II İbrahim Bey i va succeir al seu germà o germanastre Sultanzâde Pîr Ahmed Bey el 1475.
Ja no va residir a Konya sinó a Silifke i a Gülnar alternativament, governant com a feudatari de Baiazet II i sense cap poder. Va morir el 1483. Els begs del país van designar com a amir o beg a un descendent per línia femenina, Turgutoğlu Mahmud Bey, fill d'una filla de Damad II İbrahim Bey.